# Gmina Kurjan
Gmina Kurjan (alb. Komuna Kurjan) – gmina położona w środkowo-zachodniej części Albanii. Administracyjnie należy do okręgu Fier w obwodzie Fier. W 2011 roku populacja gminy wynosiła 3618 osób w tym 1768 kobiety oraz 1850 mężczyzn, z czego Albańczycy stanowili 81,26% mieszkańców. 
W skład gminy wchodzą cztery miejscowości: Kurjan, Mbërs, Ngjeshar, Vlosh.